# Lord Voldemort
Lord Voldemort je fiktivní postava z prostředí knih a filmů o Harrym Potterovi. Vlastním jménem se jmenuje Tom Rojvol Raddle (v anglickém originále Tom Marvolo Riddle) a narodil se jako syn mudly Toma Raddlea a Meropy Gauntové. Jeho matka byla poslední dcerou rodu Gauntů a přímý potomek Salazara Zmijozela. Patřil k největším kouzelníkům, který kdy žil, často se považoval za druhého nejmocnějšího černokněžníka v historii. Jediný, před kým měl odjakživa respekt, byl Albus Brumbál. Tato postava je známá i tím, že se kouzelníci bojí vyslovit jeho jméno; místo toho používají raději: „Ten, jehož jméno se nesmí vyslovit“ nebo „Vy víte, kdo“. Pravým jménem ho oslovovali pouze Harry Potter, Remus Lupin, Sirius Black a Albus Brumbál. Později se jeho jméno nebojí vyslovit ani Hermiona Grangerová.
Podle J. K. Rowlingové se má jméno správně vyslovovat dle pravidel francouzské výslovnosti [voldemór] (vol de mort znamená francouzsky "krádež smrti" nebo "let smrti", což patrně odkazuje k Voldemortovu cíli získat nesmrtelnost), nicméně filmové verze tento požadavek nerespektovaly a pod jejich vlivem se rozšířila výslovnost [voldemort]. Původní anglické příjmení Riddle znamená hádanka, český překlad (podobně jako většina jiných překladů) ale jméno kvůli zachování slovní hříčky mění na Raddle (anagramem Tom Rojvol Raddle je Já Lord Voldemort, anglicky Tom Marvolo Riddle = I am Lord Voldemort.

## Předkové lorda Voldemorta

### Gauntovi
Gauntovi jsou čistokrevná kouzelnická rodina, potomci jednoho ze zakladatelů Školy čar a kouzel v Bradavicích Salazara Zmijozela. Po mužské linii vymřeli Morfinem Gauntem. Byli známí tím, že kvůli tomu, že se pro dodržení čistoty kouzelnické krve často ženili a vdávali mezi sebou, jejich rod postupně zdegeneroval, což se nejvíce projevilo na duševním zdraví potomků. Původně šlo o velmi bohatou rodinu. Kvůli touze po přepychu a velkému rozhazování peněz však postupně přišli o veškerý svůj majetek už několik generací před nejstarším známým Gauntem v knize, Rojvolem. Jediným cenným majetkem, který jim zůstal, byl medailonek Salazara Zmijozela a kámen vzkříšení (nevěděli o jeho skutečném účelu) v prstenu, se kterým se chlubili svým následnictvím po bratrech Peverellových. Z obou předmětů později udělal Voldemort viteály.

#### Rojvol Gaunt
Rojvol Gaunt (angl. Marvolo Gaunt) byl Voldemortův dědeček z matčiny strany. Byl jedním z posledních žijících potomků Salazara Zmijozela a byl na to velmi hrdý, což se ukázalo již při jeho první scéně v šestém díle při návštěvě ministerského úředníka Boba Ogdena. Tehdy bylo vidět jeho až šílenství, způsobené asi kombinací hrdosti na čistokrevný kouzelnický původ a následků toho, že jeho předci uzavírali sňatky s nejbližšími příbuznými.
Strávil tři měsíce v Azkabanu za napadení ministerských úředníků, a když se vrátil čekaje, že jeho dcera Meropa bude stále poslušně v jejich chatrči, zjistil, že si Meropa vzala mudlu, pravděpodobně za pomoci nápoje lásky. Protože se Rojvol nebyl schopen sám o sebe postarat, brzy zemřel. Jeho zbylý majetek, včetně prstenu Peverellových (medailonek si odnesla Meropa), přešel na jeho syna Morfina.

#### Meropa Gauntová
Meropa Raddleová roz. Gauntová je dcera Rojvola, matka lorda Voldemorta. Žila se svým otcem a bratrem v chatrči u Malého Visánku. Rojvol a Morfin se k ní nechovali dobře, týrali ji, volali na ni motáku, protože se u ní nikdy neprojevilo nějaké zvlášť velké kouzelnické nadání. To skončilo, když byli oba uvězněni v Azkabanu. Meropiny kouzelnické schopnosti rázem vypluly na povrch. Meropa byla zamilovaná do mudly Toma Raddlea, který si ji nakonec vzal pod vlivem nápoje lásky. Asi tři měsíce po svatbě otěhotněla. V té době podle Albuse Brumbála přestala dávat Tomovi nápoj lásky, protože doufala, že se do ní mezitím mohl zamilovat, a nebo že s ní zůstane kvůli tomu, že s ní čeká dítě. Meropa se ale zmýlila: Tom ji opustil a ona skončila samotná v Londýně. Tam prodala svůj jediný cenný majetek, medailonek po Salazaru Zmijozelovi, jehož skutečnou hodnotu neznala, za pouhých 10 galeonů. Pak dala poslední den roku 1926 život budoucímu nejobávanějšímu černokněžníkovi všech dob - lordu Voldemortovi - na prahu jednoho londýnského sirotčince, a krátce poté zemřela. Po porodu stačila pouze říct, že chlapcovo jméno bude Tom po otci, Rojvol po dědečkovi a příjmení bude Raddle. A že doufá, že bude její syn podobný svému otci.

#### Morfin Gaunt
Morfin Gaunt byl jediný syn Rojvola a bratr Meropy, tím pádem strýc lorda Voldemorta. Spolu s otcem svou sestru týral. Když Morfin již žil sám v Malém Visánku, navštívil ho jeho synovec Voldemort, který mu ale neprozradil svou pravou identitu. Morfin si myslel, že vidí mudlu Toma Raddla staršího, Voldemortova otce. Voldemort svého strýce napadl kouzlem a vzal mu hůlku, se kterou pak zabil svého otce a jeho rodiče. Pak vpravil do Morfinovy hlavy vzpomínku na vraždy tak, aby si myslel, že je spáchal on sám. Když vraždy vyšetřovalo ministerstvo kouzel, Morfin se k vraždám hrdě přiznal a prohlašoval, že již dlouho chtěl zabít toho mudlu, který svedl jeho sestru. Jediným jeho trápením bylo, že nemohl najít Rojvolův prsten a pořád opakoval, že by ho jeho otec zabil, kdyby zjistil, že ho ztratil. Byl odsouzen na doživotní vězení v Azkabanu. Tam ho navštívil Albus Brumbál, když později zjišťoval informace o Voldemortovi. Našel falešnou vzpomínku a zasazoval se o to, aby byl Morfin osvobozen. Ten ale zemřel dřív, než došlo k rozhodnutí. Spolu s Morfinem vymřela mužská linie rodu Gauntů.

### Raddleovi
Raddleovi byli mudlovskou rodinou, která bydlela v honosném sídle na kopci v Malém Visánku. Všichni z okolí jejich sídla věděli, že jsou sice bohatí, ale také povýšení a hrubí.

#### Thomas a Mary Raddleovi
Thomas a Mary Raddleovi byli rodiče Toma Raddlea staršího a prarodiče lorda Voldemorta. Byli to nejbohatší a nejváženější občané Malého Visánku. Jejich syn s nimi žil po většinu svého života. Oba byli zabiti svým vnukem v roce 1943. Jejich jména nebyla uvedena v knize, ale ve filmu Harry Potter a Ohnivý pohár ve scéně na hřbitově ano.

#### Tom Raddle st.
Tom Raddle st. byl otec lorda Voldemorta. Meropa Gauntová se do něj zamilovala, když často se svou přítelkyní Cecílií na výletech na koních zabloudily k domu Gauntových. Morfin Gaunt si toho všiml, a tak Toma napadl a byl proto uvězněn v Azkabanu. Když se do Azkabanu dostal i Rojvol Gaunt, Meropa pravděpodobně podala Tomovi nápoj lásky a později se vzali s domněním, že je Meropa těhotná, což byl pro Malý Visánek velký skandál. Meropa ale otěhotněla až tři měsíce po svatbě a přestala Tomovi dávat nápoj lásky, protože si myslela, že už se do ní zamiloval. Zmýlila se a Tom ji opustil, aniž by se kdy dozvěděl o svém synovi. Nikdy se už znovu neoženil. Byl zabit svým synem v roce 1943 spolu se svými rodiči. Z vražd byl obviněn Morfin Gaunt, kterému Voldemort vpravil falešnou vzpomínku na to, že čin spáchal. Mudlové z tohoto zločinu obvinili Franka Bryce, ale protože na tělech nebyly žádné stopy po otravě, zastřelení, či něčem podobném, byl pro nedostatek důkazů propuštěn. Obyvatelé Malého Visánku ale pořád věřili, že je zabil.

## Život
Tom Rojvol Raddle se narodil 31. prosince 1926. Jeho mudlovský otec opustil jeho matku ještě před Tomovým narozením; Meropa zase ihned po porodu zemřela, proto zůstal chlapec nadlouho sám. Vyrůstal v sirotčinci, kde začal poprvé objevovat své schopnosti (např. způsoboval na dálku bolest ostatním dětem) a také ukazoval své násilnické sklony způsobené sklíčeností ze samoty, ale i geny rodiny Gauntů.
V jedenácti letech si mladého Toma přišel vyzvednout kouzelník Albus Brumbál, profesor v Bradavicích. Tom Raddle pak nastoupil do kouzelnické školy, kde se projevoval jako velmi talentovaný a stal se dokonce prefektem a primusem. Už v té době se ale zabýval černou magií; mimo jiné otevřel Tajemnou komnatu, a způsobil smrt studentky, což posléze svedl na Rubeuse Hagrida.
V patnácti letech se vydal hledat svého otce, ošálil svého strýce Morfina a poté zavraždil Toma Raddla staršího i s prarodiči. Když se Morfin Gaunt probral, věřil, že vraždu spáchal sám a hrdě se k činu přiznal ("byl hrdý, že mohl zabít mudlu"). Byl za ni i odsouzen a zemřel v Azkabanu.
Když Tom dokončil studium, požádal tehdejšího ředitele Bradavic Armanda Dippeta, jestli by se nemohl stát profesorem. To mu bylo z důvodu jeho mládí zamítnuto a Raddle si našel práci v krámku Borgina a Burkese, kteří obchodovali s tajemnými magickými předměty. Brzy spáchal další vraždu. Zabil Hepzibu Smithovou a její skřítce Hokey (stejně jako Morfinovi) vpravil do paměti falešnou vzpomínku, že svou paní otrávila méně známým jedem, který dala do kakaa. Voldemort si odnesl od Hepziby nejen Zmijozelův medailon, ale i Pohár Helgy z Mrzimoru. Poté odcestoval pryč z Británie údajně do Albánie vyhledat další artefakt (Diadém Roweny z Havraspáru) a nikdo o něm dlouho neslyšel. Po návratu si už začal říkat lord Voldemort; první co učinil bylo, že požádal ředitele Bradavic - v té době již Brumbála - o místo profesora. Brumbál však věděl, že by nebylo dobré mít Voldemorta zpět v Bradavicích a ještě k tomu na tak vysokém postu. Jeho žádost odmítl.
Voldemort si již v období svého studia v Bradavicích našel několik oddaných následovníků a obdivovatelů, kterým se začalo říkat Smrtijedi. S jejich pomocí ovládl celý kouzelnický svět a vzdorovala mu jen malá skupinka povstalců – Fénixův řád, v jehož čele stál Brumbál – jediný kouzelník, kterého se kdy Voldemort obával. A do jisté míry k němu choval úctu a cítil v něm autoritu, která však se stářím Albuse Brumbála a zvětšující se mocí Voldemorta klesala.
V červenci 1980 se k Voldemortovi doneslo proroctví, podle kterého se měl narodit kouzelník, schopný jej porazit. Voldemort si proroctví vyložil jako vztahující se k Harrym Potterovi, synu Lily a Jamese Potterových, a pokusil se celou rodinu vyvraždit. Po zabití rodičů ale kletba směrovaná na Harryho selhala a obrátila se proti Voldemortovi, který přežil jen díky tomu, že si předtím ve snaze o nesmrtelnost vytvořil několik viteálů.
Voldemorta připravila jeho vlastní kletba o tělo a byl zredukován na „méně než přízrak“. V roce 1991 se mu podařilo přesvědčit profesora Quirrella a ten mu pak pomohl dostat se z Albánie zpět do Anglie. Quirrell se neúspěšně pokusil získat kámen mudrců (Harry Potter a Kámen mudrců) v Gringottově bance, poté se Voldemort rozhodl pro bližší dohlížení na svého "pomocníka" a sdílel tak s Quirrellem jedno tělo. Když byl Quirrell Harrym zastaven a zničen, Voldemort se vrátil zpět do svého úkrytu v Albánii.
Část Voldemortovy duše z jednoho viteálu – Raddleova deníku – se roku 1992 pokusila osamostatnit, ovládla Ginny Weasleyovou, která na příkaz otevřela Tajemnou komnatu (Harry Potter a Tajemná komnata). Stejně jako předchozí pokus o prosazení i tento překazil Harry Potter.
Návrat se Voldemortovi zdařil až o dva roky později, s pomocí zrádce Harryho rodičů Petra Pettigrewa (Harry Potter a Ohnivý pohár). Poté jeho moc opět rostla, v roce 1996 (Harry Potter a princ dvojí krve) pověřil Draca Malfoye zabitím Brumbála. Brumbál však díky Severusi Snapeovi přesně věděl, co mladý Malfoy připravuje a svou smrt naplánoval společně se Snapem hned po zničení dalšího Voldemortova viteálu (Gauntova prstenu). Voldemort se po Brumbálově smrti konečně stal nejmocnějším černokněžníkem světa; mnohem mocnějším než byl před svým pádem v r. 1981.
V následujícím roce Snape, požívaje Voldemortovy plné důvěry, ve skrytu pomáhal Harrymu Potterovi, který postupně zajistil zničení všech Voldemortových viteálů. V závěrečném souboji knižní série (Harry Potter a relikvie smrti) mezi Harrym a Voldemortem se ještě vysvětlilo pár nesrovnalostí. A když Harry ozbrojen Dracovou hlohovou hůlkou vyslal kouzlo Expelliarmus, Bezová hůlka, již Voldemort odnesl z Brumbálova hrobu a poté, co si myslel, že ji dokonale ovládl, když zabil Severuse Snapea, se s kletbou Avada Kedavra obrátila proti němu a dokončila snahu všech, zabít Voldemorta.
V sequelu Harry Potter a Prokleté dítě prohlašuje Delphi (hlavní záporná postava), že je dcerou Lorda Voldemorta a Bellatrix Lestrangeové.

## Schopnosti
Voldemort zdědil obrovské schopnosti po svém předkovi, Salazaru Zmijozelovi. Díky svému nadání dokázal čarovat i bez pomoci zaříkadel a ovládl i jeden z nejtemnějších koutů magie, otevřel Tajemnou komnatu. Jeho vědomosti byly velmi rozsáhlé a v oblasti černé magie, se zdá, byly mnohem větší než obvyklá kouzla. Podařilo se mu rozpoltit svou duši a stvořit sedm tzv. viteálů (horcruxes), díky nimž se stal téměř nesmrtelným.
Po škole se k Smrtijedům, zklamán láskou k Lily, přidal Severus Snape. Vyzradil Voldemortovi část věštby, podle níž se narodí Voldemortův přemožitel, což si Voldemort vyložil tak, že se mělo jednat o dítě narozené Potterovým. Mohlo se ovšem jednat i o jiného chlapce, o Nevila Longbottoma, který vážně sehrál největší roli v jeho smrti (zabil Nagini a s ní zničil i poslední viteál).
Navíc díky tomu, že byl přímým potomkem a dědicem Salazara Zmijozela, měl schopnost hadí řeči a dokázal tak komunikovat jak s baziliškem v Tajemné komnatě, tak později se svým hadím mazlíčkem Naginim, nebo s jinými osobami, kteří tuto schopnost měli (strýc Morfin Gaunt). Dále pak díky svému "kouzlu osobnosti" dokázal zapůsobit na lidi tak, že se mu podvolili, aniž by na ně použil kletbu Imperius, nebo mu prozradili, co potřeboval, jako například se Šedou dámou, když se zajímal o Rowenin diadém. Nejen jako duch, ale i později svou myslí dokázal vstoupit do mysli někoho jiného a absolutně nad ním převzít kontrolu. V knize je to například popsáno, když ovládal Quirella v Kameni mudrců, Harryho ve Fénixově řádě, nebo když byl v Albánii a ovládal i těla zvířat.

## Nagini
Nagini je Voldemortův had. Ten ji také vysílá na mise, podobně jako smrtijedy. Nagini může být přeměněna na člověka (např. v Relikvii smrti je přeměněna v Batyldu Bagshotovou), ale i tak neumí mluvit lidským hlasem, ale pouze hadím jazykem (dorozumí se s ní tedy pouze člověk s touto schopností, např. Voldemort nebo Harry Potter). Nagini také v pátém díle zaútočila na Arthura Weasleyho, který jen stěží unikl smrti. Zabila taky Severuse Snapea.
Voldemort ji učinil jedním ze svých viteálů, a proto musela být odstraněna i Nagini. To učinil Neville Longbottom při bitvě o Bradavice, když jí mečem Godrika Nebelvíra usekl hlavu.
Ve druhém díle Fantastických zvířat se o Nagini dozvídáme více. Byla to dívka, která s sebou nesla prokletí jejich rodu, které se přenášelo z matky na dceru. Kletba spočívala v tom, že se dívka mohla kdykoliv přeměnit na nějaké zvíře (bez toho, aby to mohla ovládnout); u Nagini to byl had. Až se však čas naplní, stane se dívka zvířetem navždy. Tak také zemřela její matka.

## Srovnání jmen v různých překladech
Jelikož v druhém díle knižní série dojde k přesmyčce vlastního jména na jméno Voldemort, v různých jazycích má Voldemort různá původní jména v závislosti na překladu.
| Jazyk         | Skutečné jméno          | Anagram                  | Překlad                                      |
| ------------- | ----------------------- | ------------------------ | -------------------------------------------- |
| angličtina    | TOM MARVOLO RIDDLE      | I AM LORD VOLDEMORT      | Já jsem Lord Voldemort                       |
| bulharština   | ТOM MERSVOLUKO RIDDĂL   | TUK SĂM I LORD VOLDEMOR  | Zde jsem také Lord Voldemort                 |
| čeština       | TOM ROJVOL RADDLE       | JÁ LORD VOLDEMORT        | Já, Lord Voldemort                           |
| dánština      | ROMEO G DETLEV JR       | JEG ER VOLDEMORT         | Já jsem Voldemort                            |
| estonština    | TOM MARVOLON RIDDLE     | MINA LORD VOLDEMORT      | Já, Lord Voldemort                           |
| finština      | TOM LOMEN VALEDRO       | MA OLEN VOLDEMORT        | Já jsem Voldemort                            |
| francouzština | TOM ELVIS JEDUSOR       | JE SUIS VOLDEMORT        | Já jsem Voldemort                            |
| hebrejština   | TOM VANDROLO RIDDLE     | ANI LORD VOLDEMORT       | Já jsem Lord Voldemort                       |
| islandština   | TREVOR DELGOME          | ÉG ER VOLDEMORT          | Já jsem Voldemort                            |
| italština     | TOM ORVOLOSON RIDDLE    | SON IO LORD VOLDEMORT    | Lord Voldemort jsem já                       |
| katalánština  | TOD MORVOSC RODLEL      | SÓC LORD VOLDEMORT       | Já jsem Lord Voldemort                       |
| lotyština     | TOMS SVERELDO MELSUDORS | ES ESMU LORDS VOLDEMORTS | Já jsem Lord Voldemort                       |
| maďarština    | TOM ROWLE DENEM         | NEVEM VOLDEMORT          | Jmenuji se Voldemort                         |
| němčina       | TOM VORLOST RIDDLE      | [ES] IST LORD VOLDEMORT  | [to] je Lord Voldemort                       |
| nizozemština  | MARTEN ASMODOM VILIJN   | MIJN NAAM IS VOLDEMORT   | Jmenuji se Voldemort                         |
| norština      | TOM DREDOLO VENSTER     | VOLDEMORT DEN STORE      | Voldemort Veliký                             |
| polština      | TOM MARVOLO RIDDLE      | I AM LORD VOLDEMORT      | Já jsem Lord Voldemort (anglicky)            |
| portugalština | TOM SERVOLO RIDDLE      | EIS LORD VOLDEMORT       | Hle, Lord Voldemort                          |
| rumunština    | TOMAS DORLENT CRUPLUD   | SUNT LORDUL CAP-DE-MORT  | Já jsem Lord Cap-de-mort                     |
| ruština       | TOM NARVOLO REDDL       | LORD VOLAN-DE-MORT       | Lord Volan-de-Mort                           |
| řečtina       | ANTON MORVOL HERT       | ARCHON VOLDEMORT         | Lord Voldemort                               |
| slovenština   | TOM MARVOLOSO RIDDLE    | A SOM I LORD VOLDEMORT   | A jsem i Lord Voldemort                      |
| slovinština   | MARK NEELSTIN           | MRLAKENSTEIN             | Mrlakenstein (slovinské označení Voldemorta) |
| španělština   | TOM SORVOLO RYDDLE      | SOY LORD VOLDEMORT       | Já jsem Lord Voldemort                       |
| švédština     | TOM GUS MERVOLO DOLDER  | EGO SUM LORD VOLDEMORT   | Já jsem Lord Voldemort (latinsky)            |
| turečtina     | TOM MARVOLDO RIDDLE     | ADIM LORD VOLDEMORT      | Jmenuji se Lord Voldemort                    |
| ukrajinština  | TOM JARVOLOD REDL       | JA LORD VOLDEMORT        | Já jsem Lord Voldemort                       |